# Harpactea alexandrae
Harpactea alexandrae är en spindelart som beskrevs av Lazarov 2006. Harpactea alexandrae ingår i släktet Harpactea och familjen ringögonspindlar.
Artens utbredningsområde är Bulgarien. Inga underarter finns listade i Catalogue of Life.